# Lijst van voetbalinterlands Canada - Zwitserland
Deze lijst van voetbalinterlands is een overzicht van alle officiële voetbalwedstrijden tussen de nationale teams van Canada en Zwitserland. De landen speelden tot op heden een keer tegen elkaar: een vriendschappelijke wedstrijd die werd gespeeld op 15 mei 2002 in Sankt Gallen.

## Wedstrijden
| № | Plaats       | Datum       | Competitie        | Wedstrijd            | Uitslag |
| - | ------------ | ----------- | ----------------- | -------------------- | ------- |
| 1 | Sankt Gallen | 15 mei 2002 | Vriendschappelijk | Zwitserland – Canada | 1 – 3   |

## Samenvatting
| Competitie        | Totaal gespeeld | Winst Canada | Gelijk | Winst Zwitserland | Doelsaldo Canada – Zwitserland |
| ----------------- | --------------- | ------------ | ------ | ----------------- | ------------------------------ |
| Vriendschappelijk | 1               | 1            | 0      | 0                 | 3 − 1                          |
| Totaal            | 1               | 1            | 0      | 0                 | 3 − 1                          |

Wedstrijden bepaald door strafschoppen worden, in lijn met de FIFA, als een gelijkspel gerekend.

## Details

### Eerste ontmoeting
De eerste en tot op heden enige ontmoeting tussen de nationale voetbalploegen van Canada en Zwitserland vond plaats op 15 mei 2002. Het vriendschappelijke duel, bijgewoond door ongeveer 4.000 toeschouwers, werd gespeeld in het Espenmoos Stadion in Sankt Gallen, en stond onder leiding van scheidsrechter Konrad Plautz uit Oostenrijk. Hij deelde drie gele kaarten uit.
| Vriendschappelijk (Sankt Gallen, Zwitserland, 15 mei 2002): |              | |
| Zwitserland | 1 – 3        | Canada |
| Blaise Nkufo 80' | goals        | 20' Tomasz Radzinski 38' Paul Stalteri 47' Tomasz Radzinski |
| Jakob "Köbi" Kuhn | bondscoach   | Holger Osieck |
| Pascal Zuberbühler 46' Bernt Haas 46' Stéphane Henchoz Murat Yakin 63' Sébastien Fournier Johann Lonfat 46' Patrick Müller 46' Raphaël Wicky Massimo Lombardo 59' Blaise Nkufo Hakan Yakin | opstellingen | Lars Hirschfeld 63' Paul Fenwick Richard Hastings 60' Carl Fletcher Jason deVos Tam Nsaliwa 80' Paul Stalteri Daniel Imhof Tomasz Radzinski Dwayne De Rosario Martin Nash |
| Fabrice Borer 46' Marc Zellweger 46' Francesco Di Jorio 46' Mario Cantaluppi 46' David Sesa 59' Marco Zwyssig 63'                                                                          | wissels      | 60' Chris Pozniak 63' Jeff Clarke 80' Julian de Guzmán |
| Murat Yakin 44' Raphaël Wicky 75' Stéphane Henchoz 81' | gele kaarten | |